# Північний провулок (Мелітополь)
Північний провулок — провулок у Мелітополі. Йде від вулиці Олександра Невського до Зеленої вулиці. Забудований приватними будинками.

## Назва
Провулок знаходиться на південь від центру Мелітополя але називається Північним, оскільки знаходиться північніше, ніж паралельні йому Східний і Південний провулки.
На півночі Мелітополя знаходяться також Північна вулиця та 1-й Північний провулок.

## Історія
До 1929 року провулок називався провулком Чичерина під деяким невідомим номером (в той час в Мелітополі було багато провулків Чичеріна).
17 червня 1929 провулок був перейменований на Північний. Одночасно три сусідні провулки Чичеріна стали Східним, Південним і Азовським 
провулками.